# Wegmarkering

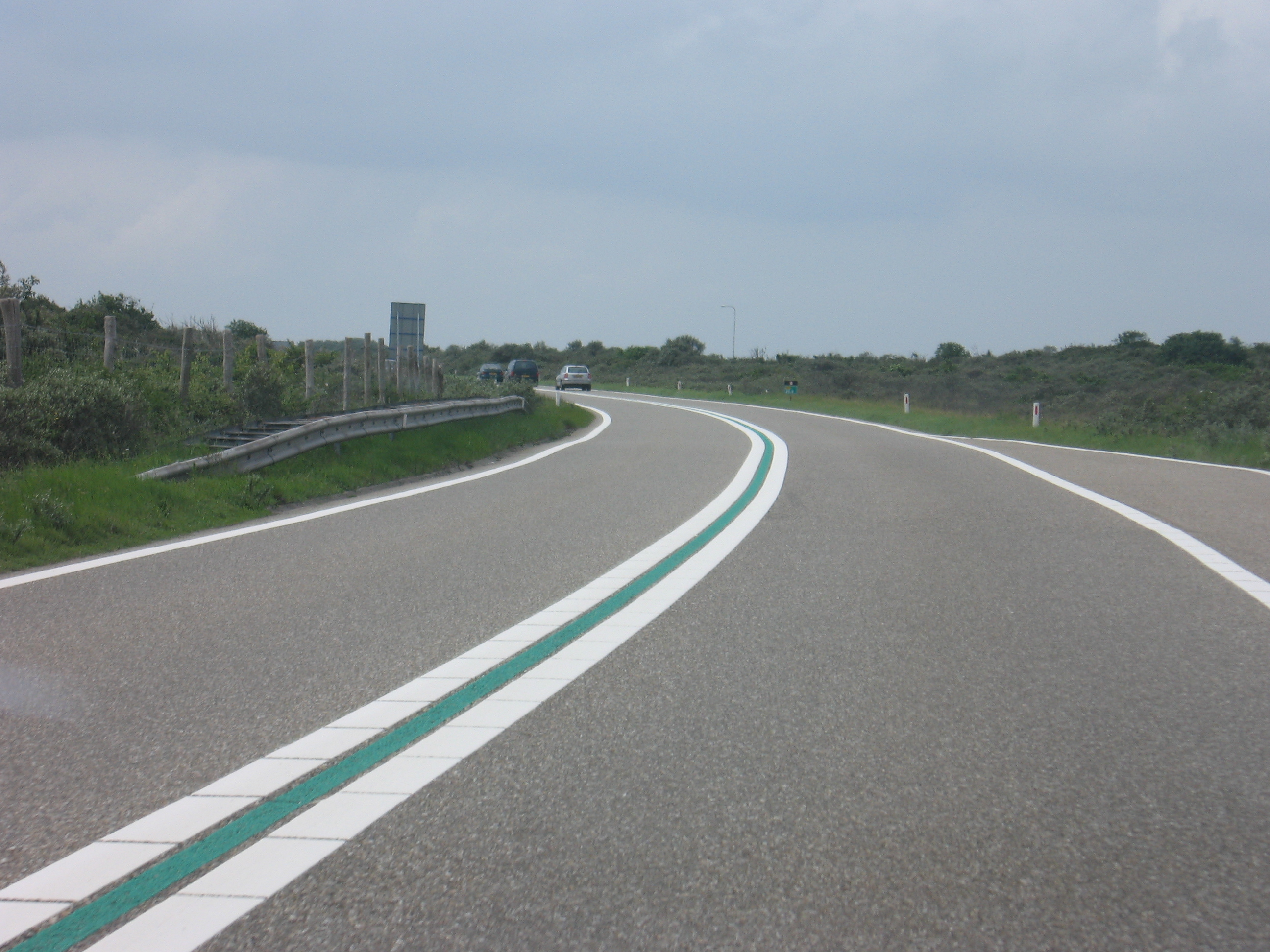
Een 100 km/h-autoweg in Nederland met een groene lijn op de wegas voor de herkenning van dit wegtype; in dit geval met dubbele doorgetrokken streep (overschrijden niet toegestaan)

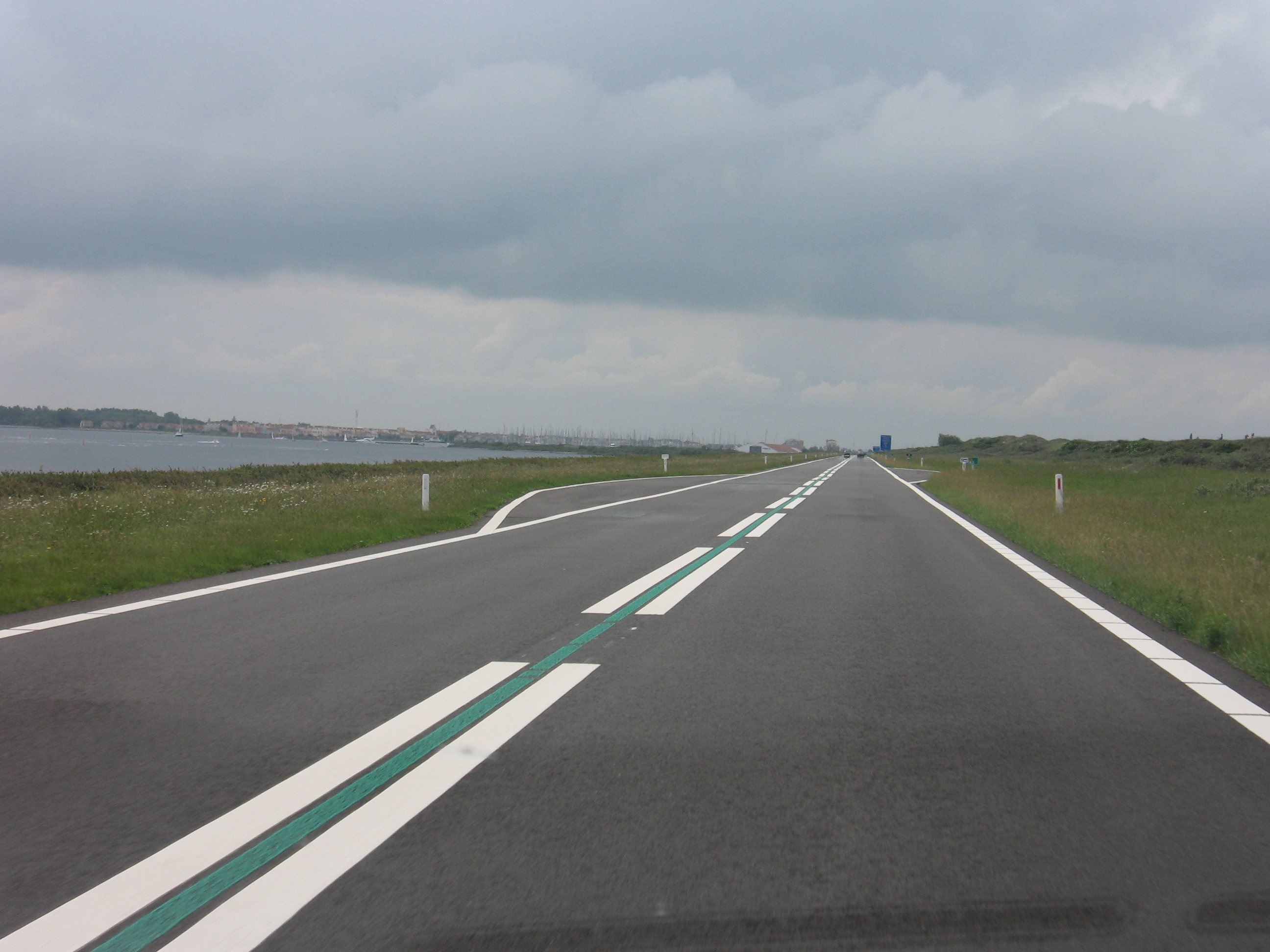
Hetzelfde wegtype met dezelfde groene lijn, maar met dubbele onderbroken streep (overschrijden toegestaan)

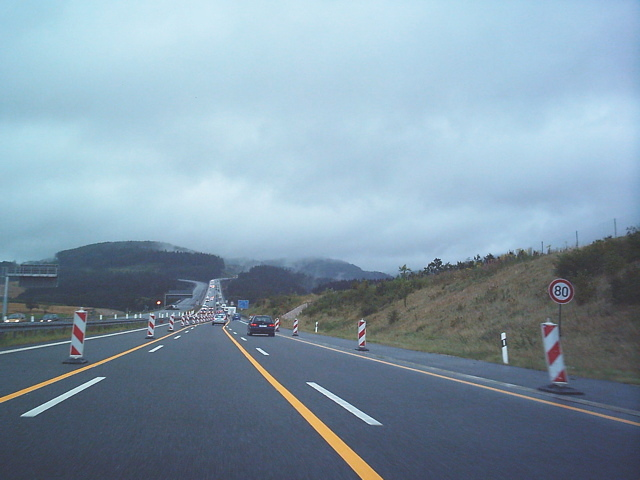
Tijdelijke gele strepen (Duitsland)

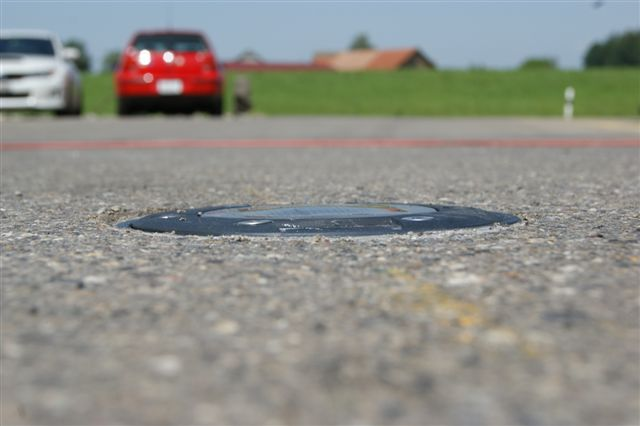
[https://www.wikidata.org/wiki/Q7556875 fotocel wegknop

Wegmarkering is het geheel aan tekens die op het wegdek staan aangegeven en het verkeer door middel van de visuele informatie geleiden. Wegmarkering omvat onder meer pijlen, strepen, doorgetrokken en onderbroken lijnen, haaientanden.
In de meeste Europese landen wordt één (witte) kleur gebruikt voor markeringen, in enkele landen ook geel en wit samen.
Tijdens werkzaamheden wordt, als de rijstroken voor een bepaalde tijdsperiode moeten worden verlegd, voor de aanduiding van tijdelijke rijstroken een gele wegmarkering gebruikt. De bestaande witte markering wordt, op de Nederlandse rijkswegen, gedurende die periode met een zwart product gedemarkeerd of weggestraald met water onder hoge druk.
Op Nederlandse autosnelwegen is, bij de onderbroken streep tussen de rijstroken, de afstand tussen twee strepen 9 meter, en de streep zelf 3 meter lang.
In Nederland worden de verkeerstekens op het wegdek geregeld in art. 76 - 81 Reglement verkeersregels en verkeerstekens: 
- Artikel 76 betreft de doorgetrokken streep
- Artikel 77 betreft verdrijvingsvlakken en puntstukken
- Artikel 78 betreft voorsorteerstroken
- Artikel 79 betreft de stopstreep
- Artikel 80 betreft haaientanden
- Artikel 81 betreft de busbaan

Verder kan op een deel van het wegdek een wit kruis in een rechthoek staan, voor bijvoorbeeld "niet parkeren" bij een uitrit, of "niet stoppen" om kruisend verkeer door te laten, of voor de delen van een overweg waar een spoor de weg kruist (de delen die in ieder geval vrij moeten komen als een trein in aantocht is, gezien het profiel van een trein, plus veiligheidsmarges), of soms onder een slagboom.

## Aanbrengen van markeringen
Oppervlaktemarkeringen kunnen aangebracht worden met
- wegenverf met of zonder glasparels
  - verf
  - tweecomponentenverf
- coating voor o.a. markering van fietspaden
- thermoplast
  - sprayplast (warme verspuitbare kunststof)
  - warme kunststof
- koudplast (koude kunststof)
- tape (voorgevormde markering)

Thermoplasten worden bij het aanbrengen verhit tot 150-190 C°, waarbij ze zacht of vloeibaar geworden zijn.
Daarnaast kunnen er als markering o.a. kattenogen en leds toegepast worden.

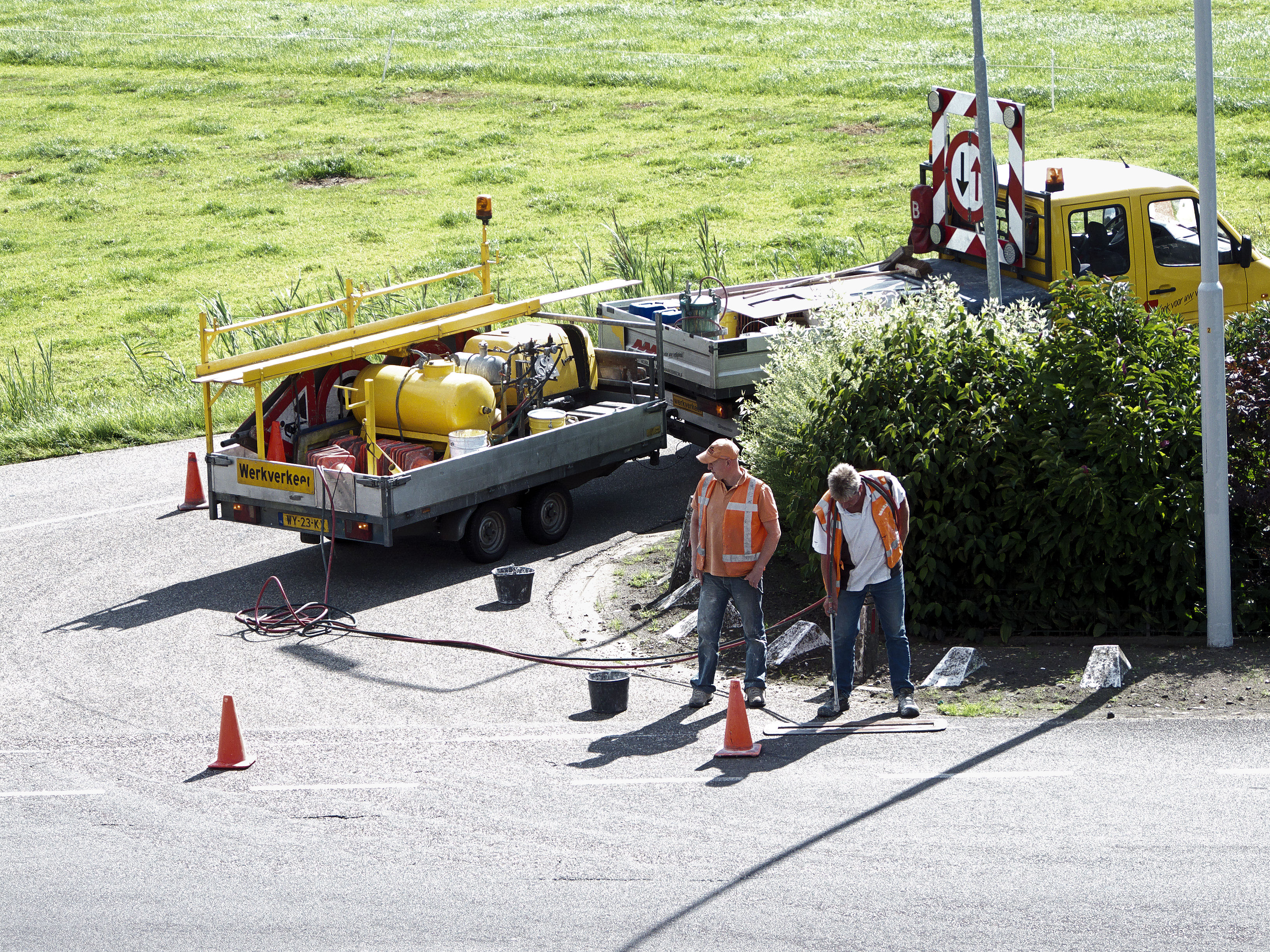
Aanbrengen van markeringen met wegenverf
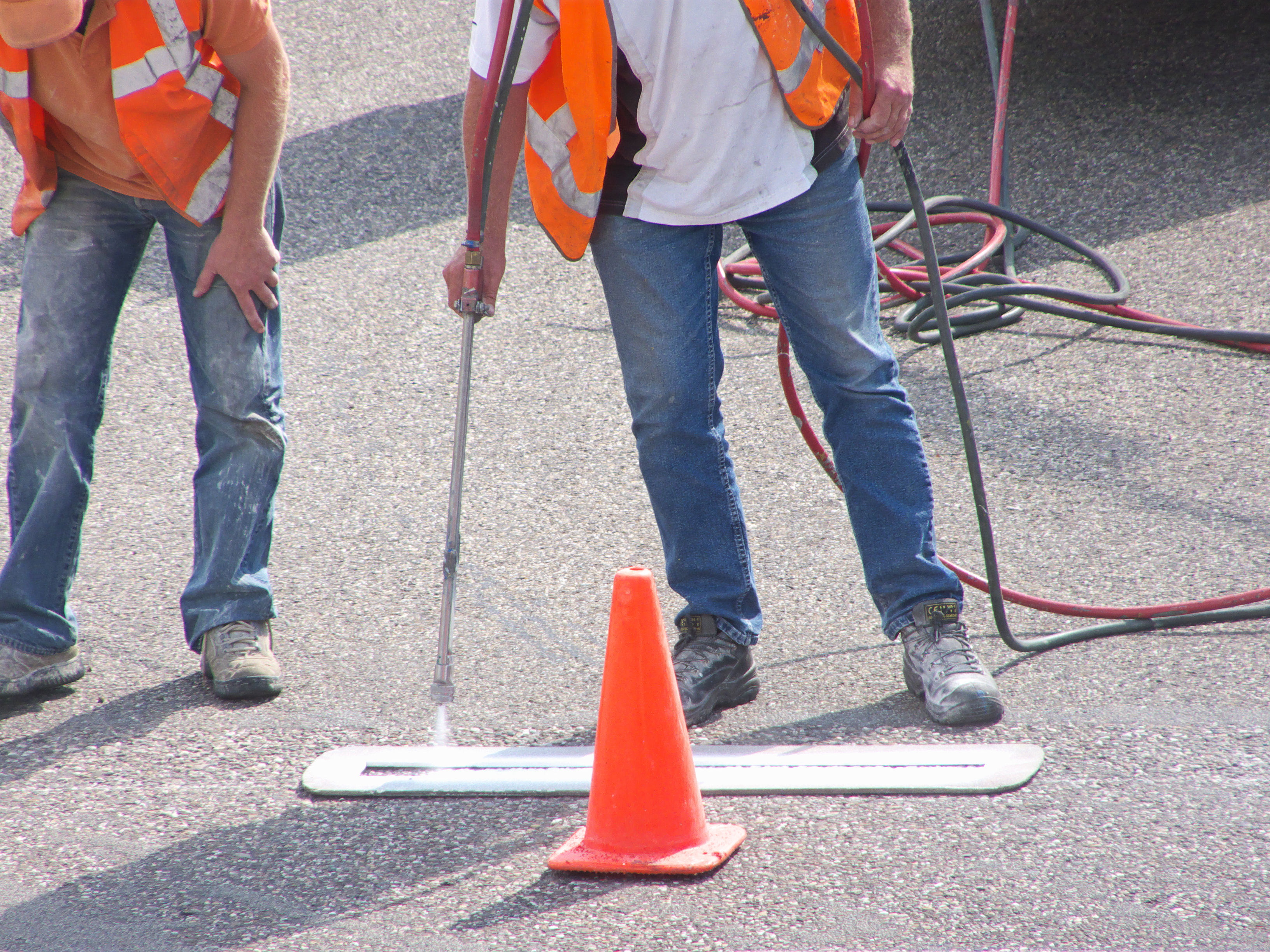
Detail